# Vineta (Schiff, 1899)
Die Vineta war das vierte Schiff der Victoria-Louise-Klasse, einer Klasse von fünf als Kreuzer II. Klasse eingestufter Panzerdeckskreuzer der Kaiserlichen Marine.

## Bau
Der Kreuzer II. Klasse „M“ wurde im Sommer 1896 auf der Kaiserlichen Werft in Danzig auf Stapel gelegt. Die Pläne des aus dem Jahr 1895 stammenden Amtsentwurfs für die Klasse wurden für das Schiff sowie den nachfolgenden Neubau „N“ leicht geändert und das Schiff etwas größer ausgelegt. Das Konstruktionsgewicht stieg um 225 t auf 5.885 t an. Der Kreuzer stand am 9. Dezember 1897 zum Stapellauf bereit. Da Vizeadmiral Karl Ferdinand Batsch, der ursprünglich als Taufpate für das Schiff vorgesehen war, erkrankte, vertrat ihn Admiral à la suite Friedrich von Hollmann und taufte das Schiff auf den Namen der sagenhaften Stadt Vineta.

## Dienst als Stationär

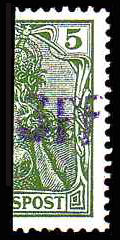
Vineta-Provisorium: Halbierte Briefmarke mit violettem Handstempelaufdruck

Die Vineta wurde am 13. September 1899 erstmals in Dienst gestellt, um Probefahrten zu unternehmen. Nachdem diese am 24. März 1900 abgeschlossen waren, wurde das Schiff nach einem kurzen Werftaufenthalt für eine Auslandsreise ausgerüstet. Währenddessen erlag der Kommandant des Kreuzers, Kapitän zur See Erich von der Groeben, am 19. Mai einem Schlaganfall, woraufhin der Probefahrtkommandant, Kapitän zur See Hermann da Fonseca-Wollheim, erneut das Kommando über das Schiff übernehmen musste. Am 26. Mai schließlich verließ die Vineta Kiel und nahm Kurs auf Westindien und Südamerika. Am 14. Juni erreichte das Schiff St. Lucia und damit die Ostamerikanische Station, die seit der Abreise des Kleinen Kreuzers Geier Ende 1898 unbesetzt war. In den folgenden Monaten unternahm die Vineta viele Kreuzfahrten im Stationsgebiet, besonders vor der venezolanischen Küste und in der Karibik. Im Januar und Februar 1901 wurden New Orleans sowie mexikanische Städte, anschließend verschiedene Häfen Venezuelas angelaufen. Eine gewisse Berühmtheit erlangte das Schiff später durch das am 1. April 1901 durch die Schiffspost an Bord ausgegebene Vineta-Provisorium, eine Aushilfs-Briefmarke. Am 6. April trat die Vineta von Trinidad aus eine Reise entlang der südamerikanischen Küste bis zum Río de la Plata an, die bis zum 1. August dauerte. An diesem Tag erreichte der Kreuzer La Guaira.
Die Vineta erhielt den Befehl, vorerst in Venezuela zu bleiben und den Schutz deutscher Staatsangehöriger sowie deutscher Handelsinteressen während eines sich entwickelnden Konflikts zwischen Kolumbien und Venezuela zu gewährleisten. Zu ihrer Unterstützung wurden außerdem der Kleine Kreuzer Falke und die Schulschiffe Stein und Moltke entsandt. Anfang Oktober wurde ein die venezolanische Küste ansteuernder Dampfer beschossen, und am 6. Oktober wurden zwei Maate der Vineta in Caracas widerrechtlich verhaftet. Daraufhin schiffte der Kreuzer ein Landungskorps in La Guaira aus, das die beiden Maate befreite. Die Vorfälle wurden schließlich auf diplomatischem Weg beigelegt. Da die Bedrohung der deutschen Interessen geringer war als erwartet, lief die Vineta vom 26. November bis zum 17. Dezember nach Newport News, um Reparaturen durchführen zu lassen. Während dieser Zeit verblieben die Falke und die Stein vor La Guaira. Letztere trat schließlich Anfang 1902 gemeinsam mit der Moltke die Heimreise an, dafür traf der Kleine Kreuzer Gazelle im Februar 1902 im Stationsgebiet ein.
Die Vineta musste vom 19. Mai an erneut die Werft in Newport News aufsuchen, um dringend notwendig gewordene Reparaturen durchführen zu lassen. Nach deren Abschluss am 25. September begab sich das Schiff nach Port-au-Prince, wo das Kanonenboot Panther am 6. September das von Rebellen befehligten Kanonenboot Crête-à-Pierrot versenkt hatte (Markomannia-Zwischenfall). Da auch die Falke vor Haiti eintraf, lief die Vineta nach Venezuela weiter.

### Die Venezuela-Krise

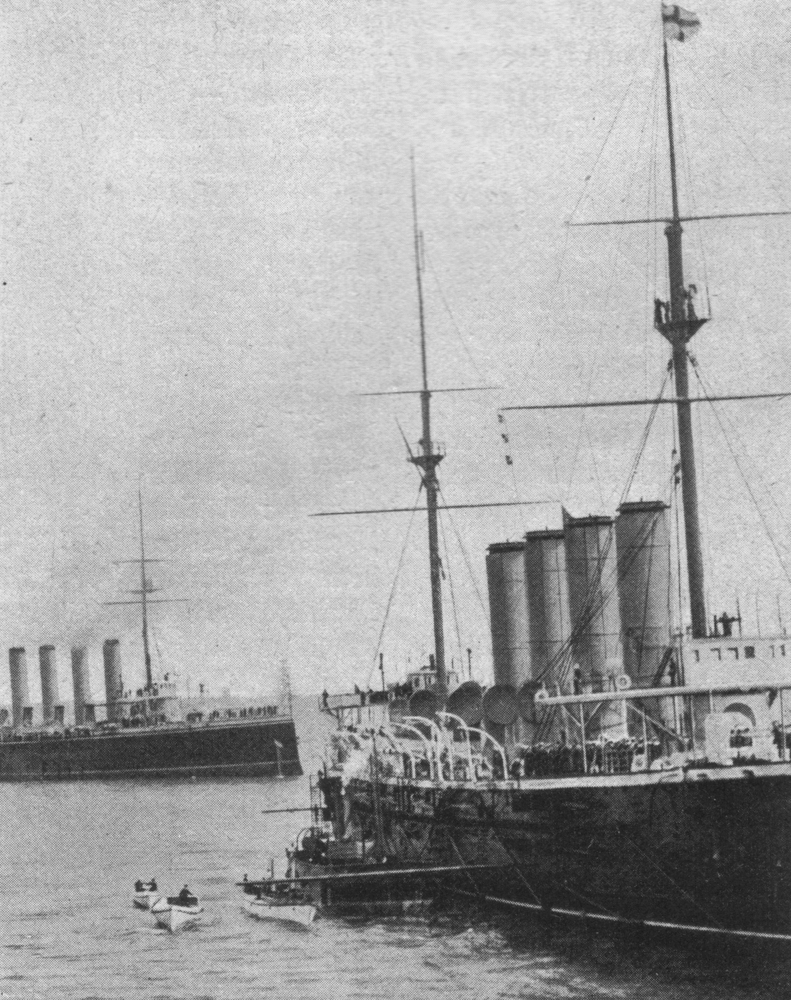
Die Ariadne vor Venezuela

Dort hatte Cipriano Castro, der Präsident Venezuelas, eine Blockade über die Küstenstädte verhängt, die u. a. durch Deutschland jedoch nicht anerkannt wurde. Deutschland und Großbritannien vereinbarten ein gemeinsames Vorgehen gegen Venezuela, wofür ab dem 1. Dezember 1902 neben der Vineta auch die Gazelle, die Falke, die Panther, die Stein sowie die Charlotte zur Verfügung standen. Hintergrund dieser Entwicklung war die seit dem Regierungsantritt Castros ins Stocken geratene und schließlich ganz eingestellte Abzahlung venezolanischer Auslandsschulden, besonders in Großbritannien, den Niederlanden und dem Deutschen Reich.
Nachdem ein am 7. Dezember gestelltes Ultimatum von Castro unbeantwortet blieb, begannen die deutschen Schiffe, verstärkt durch die britischen Retribution und Quail, am 10. Dezember mit der Beschlagnahmung der venezolanischen Kriegsschiffe. Vier Tage später war diese Aktion abgeschlossen. Die Verhaftung des deutschen Konsuls in La Guaira konnte durch ein Landungskorps der Vineta, dem die Briten unaufgefordert das der Retribution zur Seite stellten, verhindert werden. Im Gegenzug half das deutsche Landungskorps beim Schutz britischer Staatsangehöriger.
Da die venezolanischen Behörden den britischen Dampfer Topaze in Puerto Cabello festhielten, liefen die Charybdis und die Vineta die Stadt an, zerstörten die beiden die Hafeneinfahrt sichernden Forts und befreiten den Dampfer und seine Besatzung. Unter dem Eindruck des entschlossenen Vorgehens der Deutschen und Briten wurden die in Caracas gefangen gehaltenen deutschen und britischen Staatsangehörigen freigelassen. Am 16. Dezember wurden die deutschen Schiffe zur Ostamerikanischen Kreuzerdivision zusammengefasst, um eine effektivere und straffere Führung zu gewährleisten. Kapitän zur See Georg Scheder wurde zum Kommodore der Division ernannt.
Am 20. Dezember erklärte die britische Regierung die Blockade der venezolanischen Häfen. Dem schlossen sich sowohl Deutschland als auch Italien an. Den Oberbefehl über die beteiligten Kriegsschiffe der drei Länder übernahm Vizeadmiral Archibald Douglas auf der Ariadne. Deutscherseits waren neben der Vineta die Gazelle, die Falke, die Panther, die Charlotte, die Stosch und das beschlagnahmte venezolanische Kanonenboot Restaurador beteiligt. Darüber hinaus wurde der HAPAG-Dampfer Sibiria als Kohlendampfer eingesetzt. Am 4. Januar 1903 besetzten deutsche Landungskorps den Hafen von Puerto Cabello sowie die dort auf der Reede liegenden Schiffe. Nachdem am 17. Januar die Panther beim Einlaufen nach Maracaibo vom dortigen Fort San Carlos beschossen worden war und aufgrund einer Ladehemmung am vorderen 10,5-cm-Geschütz den Kampf abbrechen musste, begab sich die Vineta vier Tage später dorthin und beschoss das Fort mit 20 21-cm-Granaten sowie 86 des Kalibers 15 cm. Eine Gegenwehr erfolgte nicht, da das Fort von seiner Besatzung fluchtartig verlassen wurde. Danach lag das Fort in Trümmern und brannte. Granaten trafen auch den nahe gelegenen Hafen. Ob absichtlich oder nicht, bei dem Bombardement wurden 25 Zivilisten getötet, weshalb daraufhin deutsche und britische Staatsbürger von venezolanischen Behörden festgenommen wurden.
Dies war der letzte Kampfeinsatz der Vineta während des Konfliktes, da sich inzwischen eine diplomatische Lösung ergeben hatte. Auf einer in Washington stattfindenden Friedenskonferenz erhielt Venezuela alle beschlagnahmten Schiffe zurück, verpfändete im Gegenzug aber die Einnahmen der Zollämter von La Guaira und Puerto Cabello an Großbritannien und Deutschland, um so die ausstehenden Schulden zu begleichen. Damit war das Ziel des Militäreinsatzes erreicht. Für Deutschland hatte er jedoch auch zu einem Ansehensverlust geführt, nachdem trotz anfänglichen Einverständnisses der Vereinigten Staaten zum geplanten Vorgehen Großbritanniens, Italiens und Deutschlands dort die Stimmung umgeschlagen war und besonders dem Deutschen Reich in der US-Presse Landerwerbsabsichten und ein Kampf gegen die Monroe-Doktrin vorgeworfen wurden. Jedoch hatten alle beteiligten Länder in einer offiziell an die US-Regierung übergebenen Note erklärt, dass die geplanten Aktionen keinen Verstoß gegen besagte Doktrin darstellen sollten, und sie hatten dies auch im Verlauf der Krise mehrfach bekräftigt.

### Weitere Zeit als Stationär
Nach dem Ende des Venezuela-Konflikts besuchte die Vineta zunächst einige karibische Häfen und hielt sich vom 27. Juni bis zum 2. September 1903 in Halifax in der Werft auf. Im Oktober trafen sich die Schiffe der Ostamerikanischen Kreuzerdivision vor Saint Thomas, wo am 15. November Kapitän zur See und Kommodore Ludwig Schröder neuer Divisionschef wurde. Im Dezember 1903 und Januar 1904 kreuzte die Division in der Karibik, besuchte vom 4. bis zum 13. Februar Veracruz und lief anschließend wieder verschiedene Häfen der Karibik an. Im Frühjahr 1904 trennten sich die Schiffe der Division, obwohl diese offiziell weiterhin bestehen blieb.
Die Vineta lag vom 20. Mai bis zum 11. Juli in Newport News. Während dieser Zeit stattete Kommodore Schröder Präsident Theodore Roosevelt einen Besuch ab. In der Folge begab sich der Kreuzer nach Charlotte Amalie auf Saint Thomas, da Dänemark die Insel Deutschland zum Kauf angeboten hatte. Das Deutsche Reich lehnte jedoch, wie bereits mehrfach zuvor, ab. Von Dänisch-Westindien aus trat die Vineta anschließend eine Reise entlang der südamerikanischen Ostküste an und besuchte dabei mehrere brasilianische Häfen. Am 5. Oktober brach das Schiff von Rio de Janeiro aus nach Deutsch-Südwestafrika auf, wo der Aufstand der Herero und Nama im Gang war. Außerdem befand sich die nach Ostasien dampfende russische Flotte von Admiral Sinowi Petrowitsch Roschestwenski gerade im Seegebiet von Deutsch-Südwestafrika, wo sie in der Lüderitzbucht aus deutschen Handelsschiffen Kohle bunkerte. Zunächst hielt sich Vineta aber vier Wochen in angolanischen Gewässern auf, um dort vermutete Waffenlieferungen an die aufständischen Herero zu unterbinden.
Am 19. November 1904 lief vor Swakopmund der Dampfer Gertrud Woermann auf, der mit Truppen, Pferden und Nachschub beladen war. Die Vineta lief für Hilfeleistungen zum havarierten Schiff, von dem Menschen und Material geborgen werden konnten. Kommodore Schröder leitete die Arbeiten dabei von Bord der Gertrud Woermann aus. Der Dampfer selbst konnte jedoch nicht gerettet werden. Im Januar 1905 trat die Vineta, die während ihres Einsatzes in Deutsch-Südwestafrika zeitweise durch die Barrosa sowie das portugiesische Kanonenboot Cacongo beschattet worden war, über Duala und Monrovia die Heimreise an. Am 14. März traf der Kreuzer in Wilhelmshaven ein; einen Tag später wurde die Ostamerikanische Kreuzerdivision offiziell aufgelöst.

## Einsatz als Torpedoversuchsschiff
Die Vineta ging nach Kiel und wurde am 30. März 1905 der Torpedo-Inspektion unterstellt. Die Kaiserliche Werft Kiel nahm in der Folgezeit die Herrichtung zum Torpedoversuchsschiff vor, die bis zum 3. Januar 1906 dauerte. An diesem Tag wurde die Besatzung auf volle Stärke aufgefüllt und der Kreuzer trat als zweites Schiff neben der München zum Torpedo-Versuchskommando. Neben der Tätigkeit als Versuchsschiff wurde die Vineta vom 21. März bis zum 5. April 1907 zu funktelegraphischen Versuchen herangezogen und besuchte während dessen Vigo. Vom 15. April bis zum 4. Mai gehörte der Kreuzer dem Verband der Schul- und Versuchsschiffe an und wurde vom 25. August bis zum 7. September als Aufklärer während der Herbstmanöver der Hochseeflotte eingesetzt. Vom 30. März bis zum 25. April 1908 gehörte die Vineta erneut zum Verband der Schul- und Versuchsschiffe und lag zur Reparatur vom 6. Juli bis zum 5. September in der Werft. Da zu Beginn des Jahres 1909 mit der Friedrich Carl ein moderneres Schiff für den Dienst als Torpedoversuchsschiff zur Verfügung stand, wurde die Vineta am 26. Februar 1909 in Danzig außer Dienst gestellt.

## Einsatz als Schulschiff
Ebenso wie ihre Schwesterschiffe wurde die Vineta in der Folgezeit als Schulschiff für Seekadetten und Schiffsjungen hergerichtet. Bei den von der Kaiserlichen Werft Danzig durchgeführten Arbeiten wurden unter anderem die bisher verwendeten zwölf Dürr-Kessel gegen acht Marinekessel ersetzt, was den Wegfall eines Schornsteins ermöglichte und so die Silhouette des Schiffs deutlich veränderte. Außerdem wurde die Bewaffnung geändert.
Am 29. März 1911 wurde die Vineta für ihre neue Aufgabe erneut in Dienst gestellt. Zu einer ersten Ausbildungsfahrt in norwegische Gewässer, die bis zum 25. Juli dauerte, brach das Schiff am 7. Juni auf. Am 4. August begann die erste lange Ausbildungsfahrt im Winter. Sie führte in die Karibik und war mit der Rückkehr des Kreuzers am 9. März 1912 beendet. Nachdem im Juli 1912 Libau und Stockholm besucht wurden, trat die Vineta am 6. August die Ausreise zur zweiten großen Ausbildungsfahrt an, deren Ziel das Mittelmeer war. Nach Ausbruch des Ersten Balkankrieges wurde die vor Korfu liegende  Vineta nach Konstantinopel befohlen, wo das Schiff am 7. November eintraf und ein Landungskorps von 126 Mann Stärke ausschiffte. Am 13. November wurde der Kreuzer der neugebildeten Mittelmeerdivision unter Konteradmiral Konrad Trummler (sein Flaggschiff Goeben traf am 15. November in Konstantinopel ein) zugeteilt und verblieb bis zum 9. Dezember am Bosporus. Die Vineta setzte ihre Ausbildungsreise fort und trat am 2. Januar 1913 von Alexandria aus die Heimreise an. Am 5. März war das Schiff in Kiel zurück.
Nachdem im Sommer Fahrten in der Ostsee unternommen wurden, begann für die Vineta am 11. August die letzte große Auslandsreise, die wieder nach Südamerika und in die Karibik führte. Da im Januar 1914 auf Haiti revolutionäre Unruhen ausgebrochen waren, schiffte der Kreuzer mit Einverständnis der vor Port-au-Prince liegenden South Carolina ein Landungskorps zum Schutz der deutschen Staatsangehörigen aus und gewährte dem bisherigen Präsidenten Michel Oreste Asyl an Bord des Schiffes. Oreste stieg später auf das Passagierschiff Prinz Eitel Friedrich der HAPAG über, das ihn nach Kolumbien ins Exil brachte. Die Vineta beendete ihre Fahrt am 16. März 1914 in Kiel. Es folgte eine weitere Sommerreise in der Ostsee, bei der Stockholm, Visby, Glücksburg und Göteborg angelaufen wurden.

## Einsatz im Ersten Weltkrieg
Bei Ausbruch des Ersten Weltkrieges lag die Vineta in Wilhelmshaven in der Werft. Sie wurde der V. Aufklärungsgruppe zugeteilt und vom 27. August 1914 an in der westlichen Ostsee im Vorpostendienst eingesetzt. Am 20. Oktober war sie an einem Vorstoß bis östlich von Bornholm sowie vom 24. bis zum 26. Oktober an einem Unternehmen, das in die östliche Ostsee führte, beteiligt. Am 16. November 1914 wurde die ehemalige V. Aufklärungsgruppe, welche zwischenzeitlich zur Schulkreuzerdivision umgewandelt worden war, aufgelöst und die Vineta, wie alle ihre Schwesterschiffe mit Ausnahme der Freya, außer Dienst gestellt.

## Verbleib
Die Vineta lag nach ihrer Außerdienststellung zunächst ungenutzt in Kiel und diente dort von 1915 bis Kriegsende als Wohnschiff für U-Boot-Besatzungen. Am 6. Dezember 1919 wurde das Schiff aus der Liste der Kriegsschiffe gestrichen und im Folgejahr in Hamburg abgewrackt.

## Kommandanten
| September 1899                        | Kapitän zur See Hugo Westphal                        |
| 30. September 1899 bis 30. April 1900 | Kapitän zur See Hermann da Fonseca-Wollheim          |
| Mai 1900                              | Kapitän zur See Erich von der Groeben                |
| 21. Mai 1900 bis 12. November 1901    | Kapitän zur See Hermann da Fonseca-Wollheim          |
| November 1901 bis Juni 1902           | Kapitän zur See Oscar Stiege                         |
| Juni bis August 1902                  | Kapitänleutnant Peter von Lengerke                   |
| 25. August 1902 bis 14. November 1903 | Kapitän zur See Georg Scheder                        |
| November 1903 bis März 1905           | Kapitän zur See Ludwig Schröder                      |
| März bis September 1905               | Kapitänleutnant Gustav-Julius Maerker                |
| September 1905 bis Januar 1906        | Kapitänleutnant Bruno Heuberer                       |
| Januar bis März 1906                  | Korvettenkapitän Ferdinand Thyen                     |
| März bis Juni 1906                    | Kapitän zur See Ernst Schaefer                       |
| Juni bis Juli 1906                    | Korvettenkapitän Eberhard von Mantey                 |
| Juli bis Oktober 1906                 | Kapitän zur See Ernst Schaefer                       |
| Oktober 1906 bis Juli 1908            | Fregattenkapitän / Kapitän zur See Friedrich Schultz |
| Juli bis September 1908               | unbekannt                                            |
| September 1908 bis 26. Februar 1909   | Kapitän zur See Friedrich Schultz                    |
| 29. März 1911 bis März 1913           | Kapitän zur See Karl Sievers                         |
| 1. April 1913 bis 16. November 1914   | Fregattenkapitän / Kapitän zur See Wilhelm Adelung   |